# Heinrich Ehinger
Heinrich Ehinger (* 5. Februar 1484 in Konstanz; † 1537 ebenda) war ein deutscher Kaufmann und Konquistador. Ehinger spielte eine gewichtige Rolle beim Erwerb der ersten deutschen Kolonie Klein-Venedig in Venezuela im 16. Jahrhundert.

## Familie
Heinrich Ehinger stammte aus der Ehe der seit dem 13. Jahrhundert in Konstanz ansässigen Patrizierfamilie Hans Ehinger (1456–1505) und Margaretha Neidhart (* 1459). Er war das erste von neun Kindern und heiratete Emerita Leyffer (1490–1549) am 9. April 1527. Die Ehe blieb kinderlos. Sein Bruder ist Hans Ehinger.

## Leben
Heinrich Ehinger beteiligte sich im Auftrag der Welser am süddeutschen Fernhandel mit Spanien und war vor allem in Saragossa tätig. Er war einer der einflussreichsten Kaufleute an einem der wichtigen Handelsknotenpunkt der einstigen Weltmacht Spanien.
Heinrich Ehinger und die Ulmer Konquistadoren Ambrosius Ehinger und Nikolaus Federmann erwarben bzw. eroberten die einzige deutsche Kolonie im damaligen spanischen Venezuela im 16. Jahrhundert, im Auftrag des Augsburger Handelshauses der Welser. Hintergrund waren die bereits 1519 übertragenen kaiserlichen Handelsprivilegien für die überseeischen Länder an die Fugger und die Welser durch Kaiser Karl V. 1528 erhielten sie das Recht 4.000 Schwarzafrikaner zu versklaven und von Guinea (Afrika) nach Amerika zu verschleppen. Heinrich Ehinger und Hieronymus Sailer schlossen im Auftrag der Welser 1528 in Spanien mit Kaiser Karl V. einen Vertrag – den so genannten Asiento (Kronvertrag) der Welser vom 27. März 1528 – zur Überlassung des Gebiets von Venezuela (Südamerika) als Kolonie. Vertraglich wurden somit die Hoheitsrechte an Heinrich Ehinger bzw. die Welser über Venezuela übertragen, auch das Recht zum Handel und zur Ausbeutung des Landes. Die Kolonisatoren wurden verpflichtet, Siedler anzuwerben und Siedlungen in der Kolonie zu gründen. Erster Gouverneur im Auftrag der Welser in Venezuela wurde 1528 Ambrosius Ehinger, nach dessen Tod 1532/1533 der Ulmer Nikolaus Federmann.
Geschichtlich nicht nachgewiesen ist, ob der Vertrag 27. März 1528 mit Ehinger als eigenständigem Unternehmer oder als direkter Treuhänder im Auftrag der Welser oder auch als Angestellter der Welser abgeschlossen wurde. Durch ein am 17. Februar 1531 ratifiziertes Schreiben Karls V. wurden indessen alle venezolanischen Rechte Heinrich Ehingers und Hieronymus Sailers auf Bartholomäus und Anton Welser übertragen. Im Gegenzug wurde den deutschen Kaufleuten Ehinger und Sailer höchste Beamtenstellen der Kolonie auf Lebenszeit (vererbbar) gewährt, zudem die Übereignung eines Gebietes von „25 spanischen Quadratmeilen“ als Privateigentum sowie vier Prozent aus dem Gewinn aus der Verwaltung der Provinz. Zusätzlich wurde wirtschaftlichen Erleichterungen, wie anfängliche Zollfreiheit der Kolonisten und ein erst allmähliches Einsetzen der gesetzlichen 20-prozentigen Abgabe von Edelmetallen. Ehinger stand in Kontakt mit dem polnischen Humanisten und Bischof Johannes Dantiscus (1485–1548).